# Руанда (язык)
Руа́нда, или киньяруа́нда — язык народа руанда, принадлежащий к группе банту нигеро-конголезской семьи языков. Распространён преимущественно в Руанде, где является официальным языком, а также на юге Уганды и на востоке Демократической Республики Конго. Взаимопонятен с языком рунди — официальным языком государства Бурунди.

## Фонология
Руанда является тональным языком.
Письменность на основе латинского алфавита:
| A a | B b   | C c | Cy cy | D d | E e | F f   | G g   | H h   | I i |
| J j | Jy jy | K k | L l   | M m | N n | Nk nk | Nt nt | Ny ny | O o |
| P p | R r   | S s | Sh sh | T t | U u | V v   | W w   | Y y   | Z z |
| --- | ----- | --- | ----- | --- | --- | ----- | ----- | ----- | --- |

В неформальной речи часто опускается гласные «a», «e», или «i» в конце слов, после которых идет слово, начинающееся с гласной, что, однако, не отображается на письме. Например, строка национального гимна Reka tukurate tukuvuge ibigwi wowe utubumbiye hamwe twese Abanyarwanda uko watubyaye berwa, sugira, singizwa itek произносится как «reka tukurate tukuvug' ibigwi wow' utubumiye hamwe twes' abanyarwand' uko watubyaye berwa, sugira singizw' iteka.»
Сочетания «ki» и «ke» могут произноситься как [ki] и [ke] либо как [ci] и [ce], в зависимости от предпочтений говорящего.
В неформальной речи существует ряд отклонений от письменной нормы в сочетаниях «согласный+w» и «согласный+y». В частности, сочетание «rw» (как в слове Rwanda) произносится как /ɾɡw/. Наиболее заметные отличия:
| Написание | Произношение |
| --------- | ------------ |
| rw        | /ɾɡw/        |
| pw        | /pk/         |
| bw        | /bɡ/         |
| mw        | /mŋ/         |
| my        | /mɲ/         |
| tw        | /tkw/        |
| dw        | /dɡw /       |
| cw        | /tʃkw/       |
| by        | /bdʒ/        |
Во всех приведенных сочетаниях звуки произносятся раздельно. Например, /bɡ/ не сливается в лабиовелярный звук /b͡ɡ/, а слово Rwanda произносится как /ɾwanda/.

## Грамматика
В языке руанда выделяется десять именных классов существительных. Первый класс используется для обозначения людей.
При замещении указательным местоимением, гласный префикс опускается (например, umu- → mu-).
|      | ед. ч.           | мн. ч. | тип слов |
| ---- | ---------------- | ------ | -------- |
| I    | (u)mu-           | (a)ba- | люди     |
| II   | (u)mu-           | (i)mi- |          |
| III  | (i)(ri)-         | (a)ma- |          |
| IV   | (i)ki- or (i)gi- | (i)bi- |          |
| V    | (i)n-            | (i)n-  |          |
| VI   | (u)ru-           | (i)n-  |          |
| VII  | (a)ka-           | (u)tu- |          |
| VIII | (u)bu-           | (u)bu- |          |
| IX   | (u)ku-           | (a)ma- |          |
| X    | (a)ha-           | (a)ha- |          |

### Глагол
Инфинитив начинается с gu- или ku- (перед гласными kw-). При спряжении префикс инфинитива заменяется на соответствующий префикс, согласующийся с подлежащим. Для обозначения времени глагола существует система инфиксов.
|      | ед. ч. | ед. ч. перед гласными | мн.ч. |
| ---- | ------ | --------------------- | ----- |
| I    | a-     | y-                    | ba-   |
| II   | u-     |                       | i-    |
| III  | ri-    |                       | a-    |
| IV   | ki-    | cy-                   | bi-   |
| V    | i-     |                       | zi-   |
| VI   | ru-    |                       | bi-   |
| VII  | ka-    |                       | tu-   |
| VIII | bu-    |                       | bu-   |
| IX   | ku-    |                       | a-    |
| X    | ha-    |                       | ha-   |

Префиксы лица:
| лицо       | префикс |
| ---------- | ------- |
| я          | n-      |
| ты         | u-      |
| он/она     | y-/a-   |
| мы         | tu-     |
| вы         | mu-     |
| они (люди) | ba-     |

Инфиксы времени:
| время                                                 | инфикс                            |
| ----------------------------------------------------- | --------------------------------- |
| Настоящее («я делаю»)                                 | — (нет инфикса)                   |
| Настоящее продолженное («я делаю в данный момент»)    | -ra- (перед «n» переходит в -da-) |
| Будущее («Я буду делать/сделаю»)                      | -za-                              |
| Настоящее продолженное длительное («Я все еще делаю») | -racya-                           |

Прошедшее время образуется путём использования инфиксов настоящего продолженного времени и изменения суффикса вида.

## Образец текста
Статья 1 Всеобщей декларации прав человека:

Abantu bose bavuka bafite umudendezo n'uburenganzira bungana. Bafite ubwenge n'umutimanama kandi bagomba gukoreranira mu mwuka w'ubuvandimwe.
Перевод:

Все люди рождаются свободными и равными в своём достоинстве и правах. Они наделены разумом и совестью и должны поступать в отношении друг друга в духе братства.

## Википедия на языке руанда
Существует раздел Википедии на языке руанда («Википедия на языке руанда»), первая правка в нём была сделана в 2002 году. По состоянию на 20:41 (UTC) 29 мая 2025 года раздел содержит 8053 статьи (общее число страниц — 16 481); в нём зарегистрирован 15 821 участник, один из них имеет статус администратора; 69 участников совершили какие-либо действия за последние 30 дней; общее число правок за время существования раздела составляет 122 441.